# شهرستان تومانیان
شهرستان تومانیان (ارمنی: Թումանյանի շրջան تا ۱۹۶۹ شهرستان آلاوردی) یکی از سی و هفت شهرستان  در تقسیم‌بندی جمهوری شوروی سوسیالیستی ارمنستان بود. مرکز این شهرستان آلاوردی بود. طبق سرشماری سال ۱۹۸۷ میلادی جمعیت آن بالغ بر ۵۸٬۲۰۰ تن و مساحت آن ۱۱۲۱ کیلومتر مربع بود. 

## مناطق مسکونی
- آتان
- آهنیدزور
- آموج
- آردوی
- آرواتساگ
- آکوری
- آیگهات
- دسق
- تغوت
- لوروت
- تساتر
- تساغکاشات
- کاچاچکوت
- کارمیر آغک
- هاگوی
- هاقپات
- چوچکان
- مارتس
- متس آیروم
- مغارت
- نغوتس
- شاموت
- شنوغ
- چکالوو
- جیلیزا
- پوکر آیروم
- کارینج
- کارکوپ

## نگارخانه

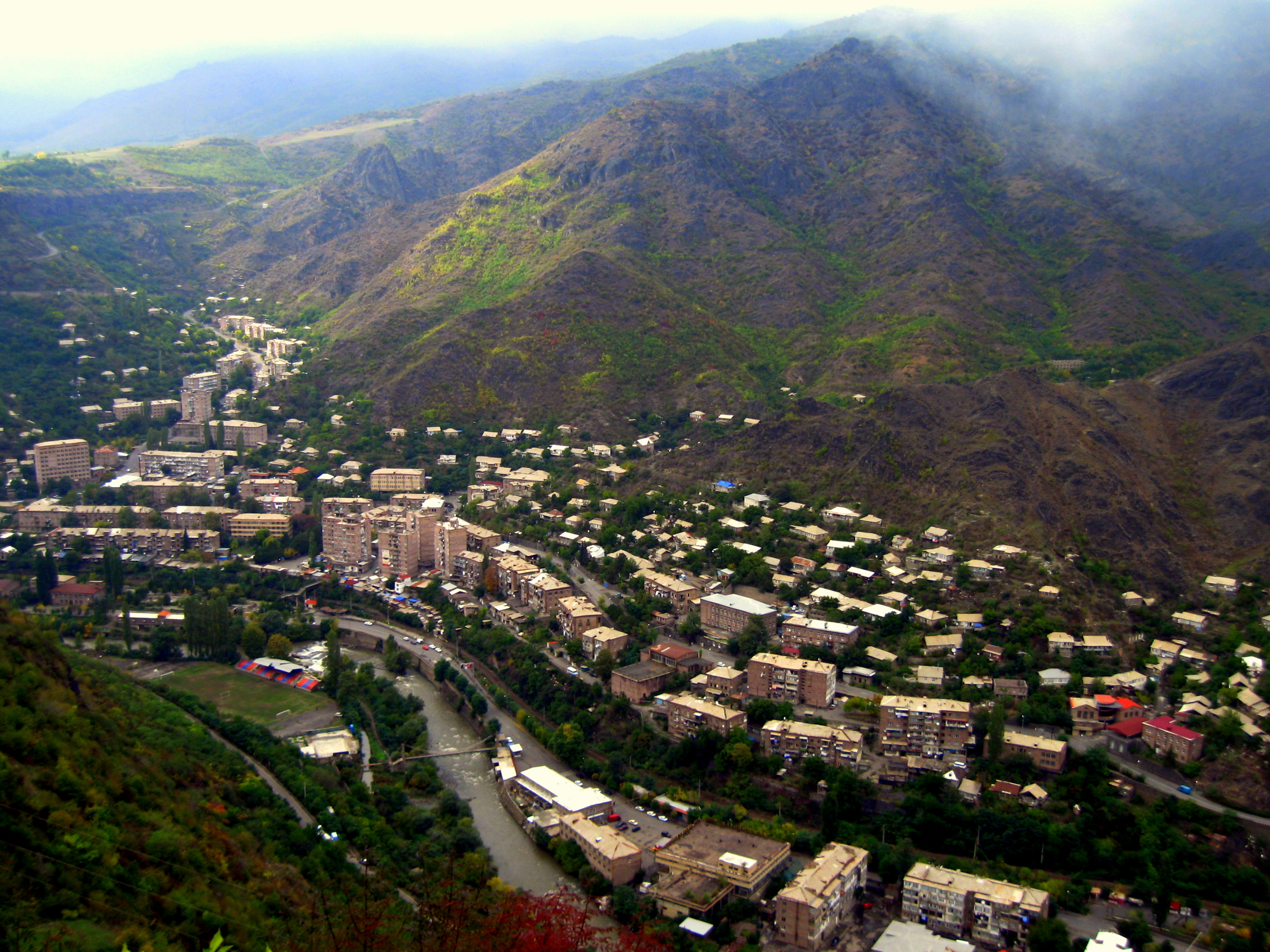
آلاوردی
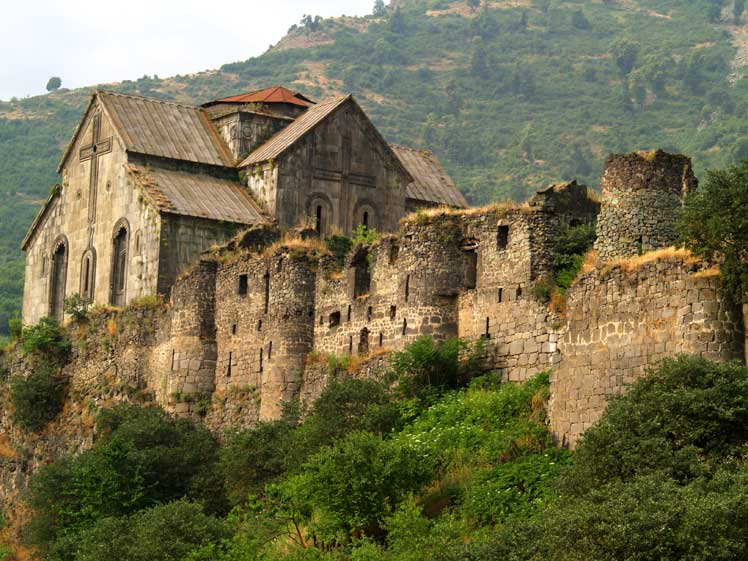
صومعه آختالا և բերդ
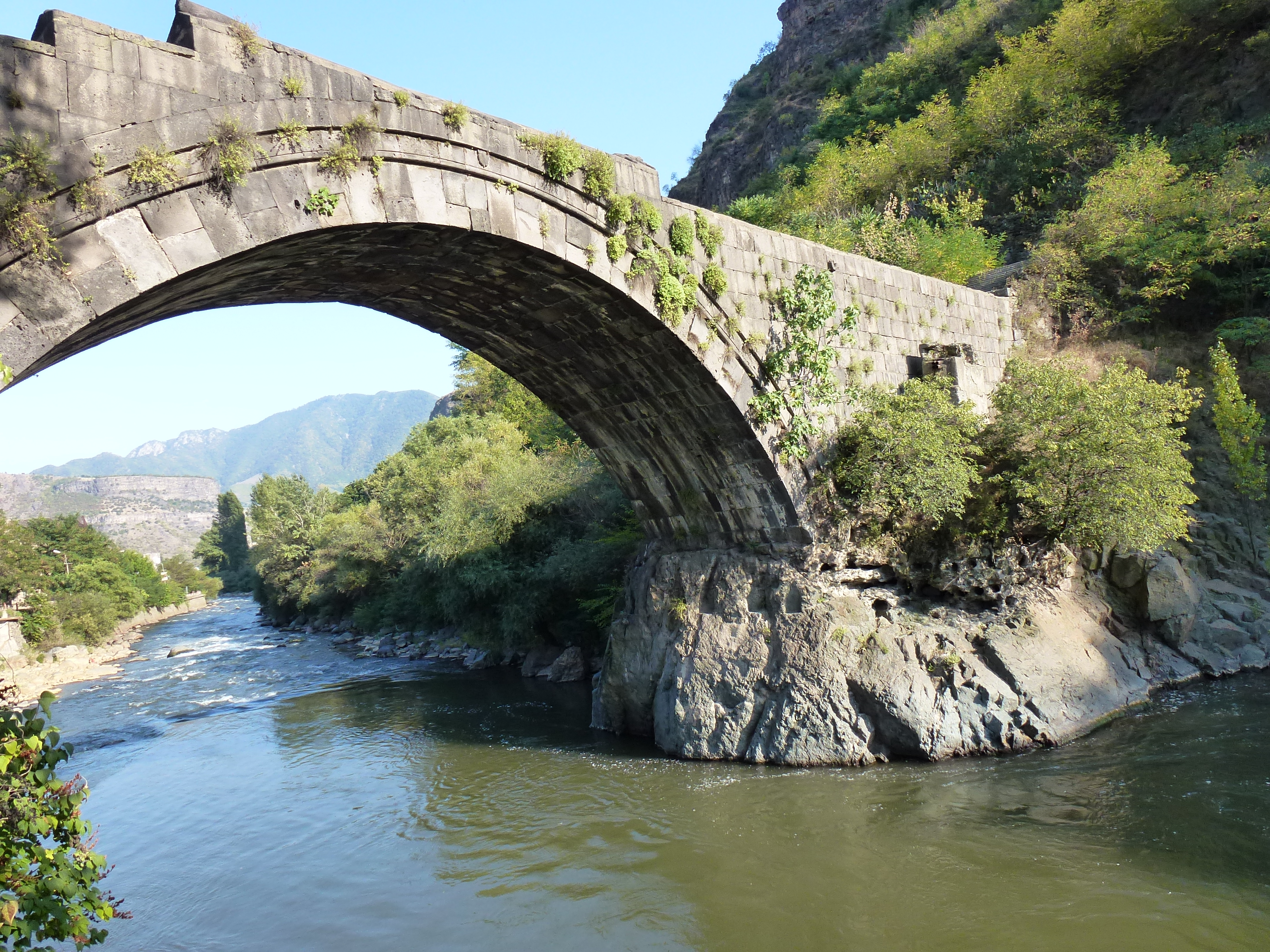
Սանահինի կամուրջ

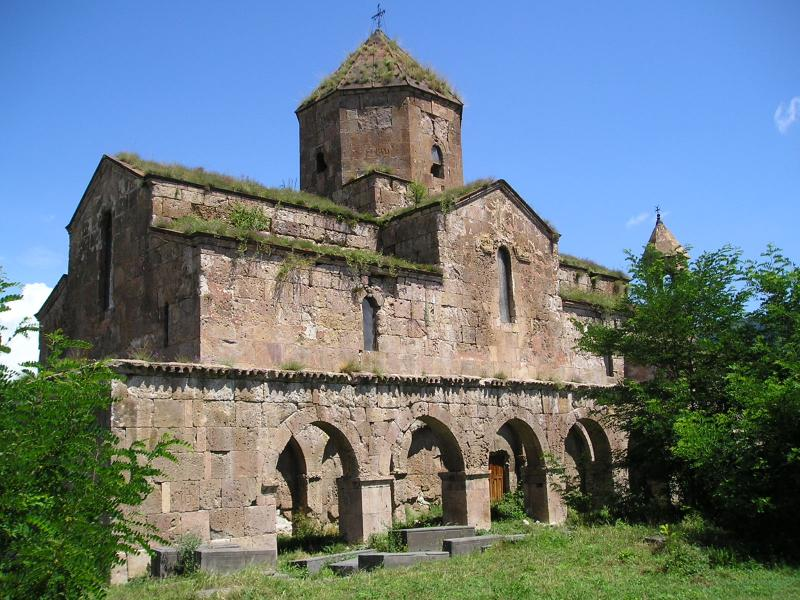
Օձունի եկեղեցի
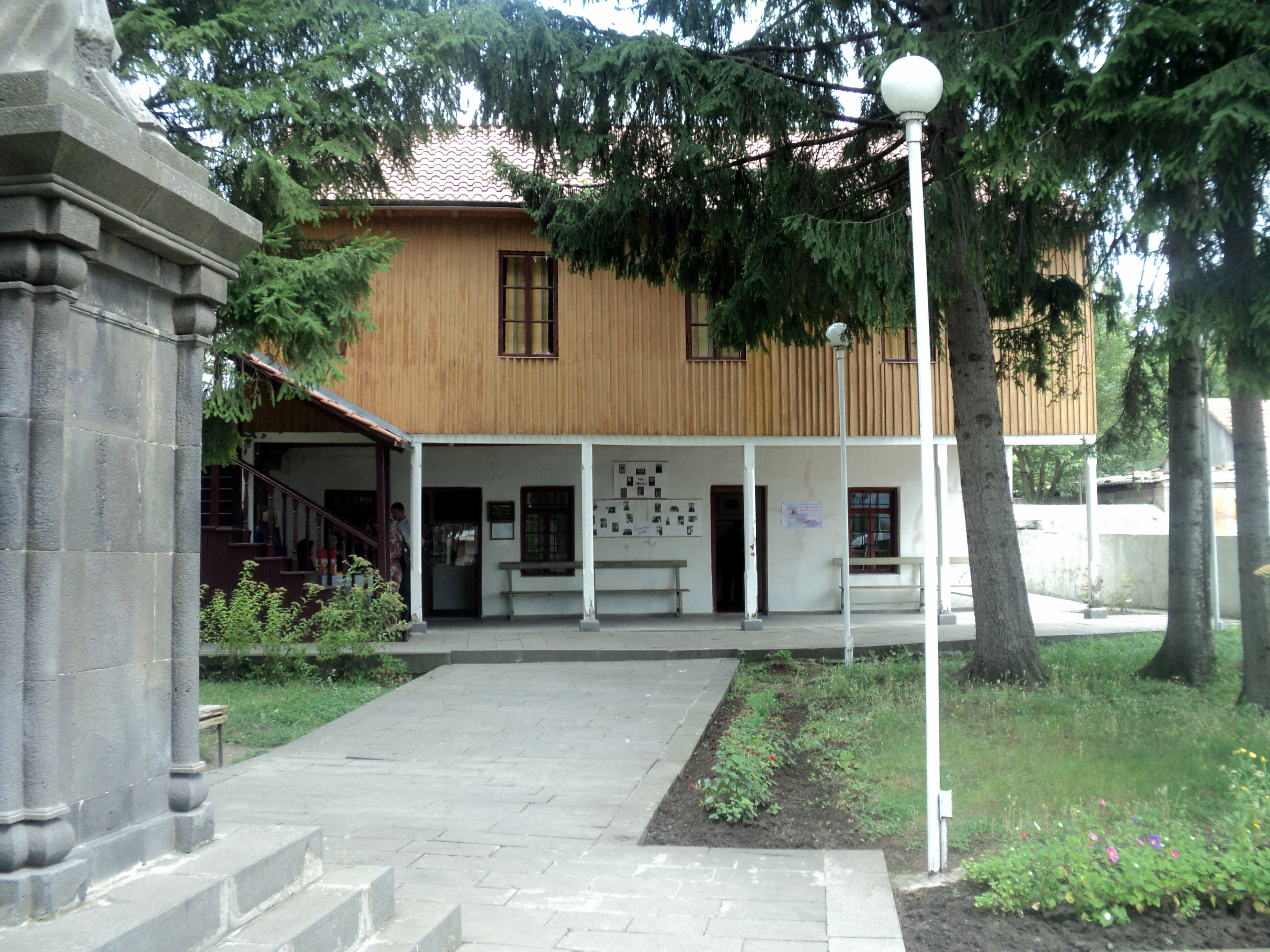
Հովհաննես Թումանյանի տուն-թանգարան
صومعه هاقپات